# Conte di Tankerville

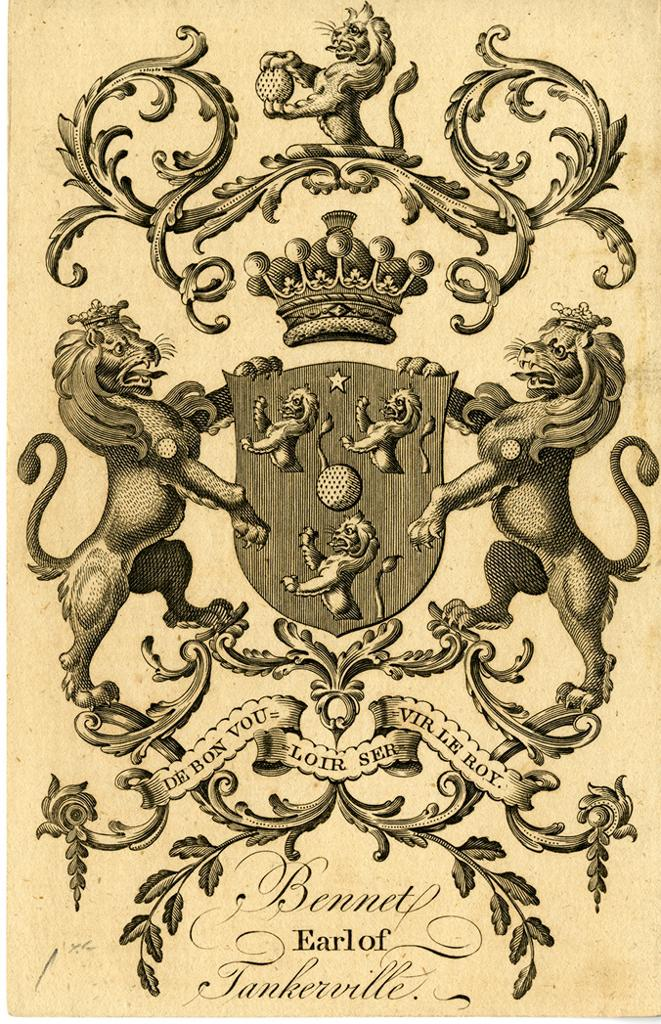
Ex libris che mostra lo stemma dei conti di Tankerville (terza creazione). Motto – De bon vouloir servir le roy.

Il conte di Tankerville è un titolo nobiliare derivante da Tancarville in Normandia. Il titolo è stato creato tre volte: due volte fra i pari d'Inghilterra, ed una volta (nel 1714) fra i parìa di Gran Bretagna per Charles Bennet, II barone Ossulston. Suo padre, John Bennet, I barone Ossulston, era il fratello maggiore di Henry Bennet, I conte di Arlington.
Il conte di Tankerville detiene il titolo sussidiario di barone Ossulston, di Ossulston nella contea di Middlesex (1682), fra i pari d'Inghilterra. L'attuale conte vive nel West London e nel North Yorkshire.

## Conti di Tankerville, prima creazione (1418)
- John Grey, I conte di Tankerville (1384–1421)
- Henry Grey, II conte di Tankerville (1419–1450)
- Richard Grey, III conte di Tankerville (1436–1466) (terre perse nel 1453, in pegno nel 1459)

## Conti di Tankerville, seconda creazione (1695)
- vedere Barone Grey di Werke

## Baroni Ossulston (1682)
- John Bennet, I barone Ossulston (1618–1695)
- Charles Bennet, II barone Ossulston (1674–1722) (creato conte di Tankerville in 1714) [2]

## Conti di Tankerville, terza creazione (1714)

Stemma dei conti di Tankerville

- Charles Bennet, I conte di Tankerville (1674–1722)
- Charles Bennet, II conte di Tankerville (1697-1753)
- Charles Bennet, III conte di Tankerville (1716–1767)
- Charles Bennet, IV conte di Tankerville (1743–1822)
- Charles Augustus Bennet, V conte di Tankerville (1776–1859)
- Charles Augustus Bennet, VI conte di Tankerville (1810–1899)
  - Charles Bennet, Lord Ossulston (1850–1879)
- George Montagu Bennet, VII conte di Tankerville (1852–1931)
- Charles Augustus Ker Bennet, VIII conte di Tankerville (1897–1971)
- Charles Augustus Grey Bennet, IX conte di Tankerville (1921–1980)
- Peter Grey Bennet, X conte di Tankerville (nato nel 1956)

L'erede presunto è il cugino dell'attuale detentore, Adrian George Bennet (nato nel 1958).